# Rokošské predhorie
Rokošské predhorie je geomorfologickou částí Nitrických vrchů. 

## Vymezení
Území zabírá západní polovinu centrální části Nitrických vrchů, tvořících podcelek na jihu Strážovských vrchů. Severním směrem navazuje pohoří Kšinianskou kotlinou a částí Suchý, východním směrem pokračuje hornatý Rokoš a jižní okraj vymezuje Vestenická brána. Západní okraj Rokošského predhoria plynule navazuje na Bánovskou pahorkatinu, která je severním výběžkem Podunajské pahorkatiny. 

## Ochrana území
Tato část pohoří leží mimo velkoplošně Chráněnou krajinnou oblast Strážovské vrchy. Zvláště chráněnými lokalitami jsou přírodní rezervace Jankov vŕšok a na okraji ležící přírodní památky Čerešňová a Hradná jaskyňa. 

## Turismus
Rokošské predhorie patří mezi klidnější horské oblasti, výjimku tvoří atraktivní lokality chráněných jeskyní, ruina Uhroveckého hradu či Jankov vŕšok. Z Uhrovca vede právě přes Jankov vŕšok na hlavní hřeben Nitrických vrchů  červeně značená trasa, kterou sa dá dojít na vrchol Rokoša (1010 m n. m.). Ze Žitnej-Radiše je  po modré značce přístupný Uhrovecký hrad, z obce Miezgovce vede  zelená trasa na Jankov vŕšok.